# Linia kolejowa Dessau – Köthen
Linia kolejowa Dessau – Köthen – niezelektryfikowana jednotorowa i regionalna linia kolejowa w Niemczech, w kraju związkowym Saksonia-Anhalt. Łączy miasto Dessau-Roßlau z Köthen. Jest to jedna z najstarszych linii kolejowych w Niemczech i stanowi zachodni kraniec pierwotnej trasy Berlin-Anhaltische Eisenbahn-Gesellschaft (BAE). W transporcie pasażerskim wykorzystywana jest jedynie przez pociągi regionalne.